# Tor des Despoten

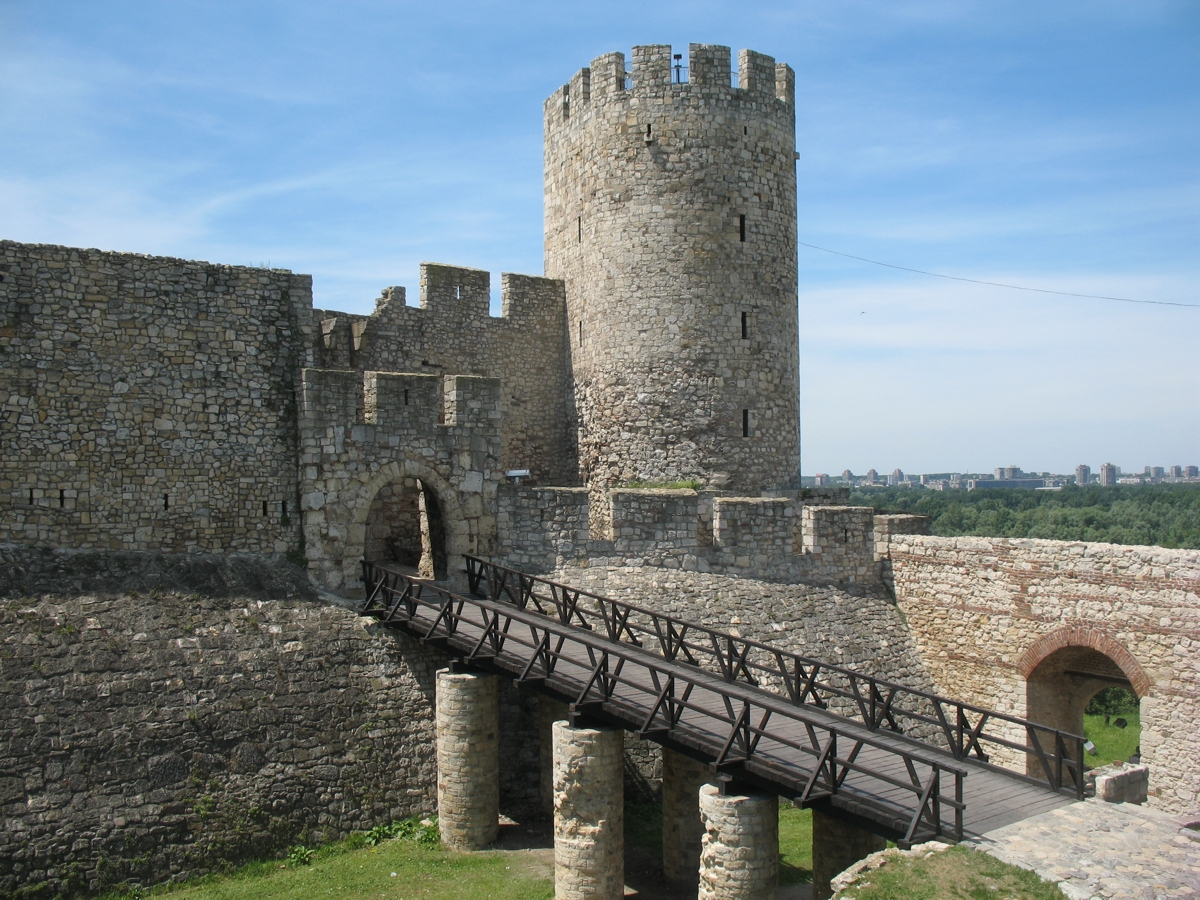
Das Tor des Despoten auf der Nordostseite der Burg ist unter Stefan Lazarević Haupteingang der Oberstadt von Belgrad

Das Tor des Despoten und der Castellan-Turm – oft Osttor der Oberstadt genannt – war während des Mittelalters der Haupteingang der Belgrader Burg. Zusammen mit der Nord-Ost-Mauer ist es das besterhaltene Segment der mittelalterlichen Befestigungen der Oberstadt aus der ersten Hälfte des 15. Jh. während der Erneuerung unter dem serbischen Despoten Stefan Lazarevic. Einzig das Tor des Despoten ist bis heute in seiner ursprünglichen Form erhalten.
Es besteht aus einem Doppelwall mit zwei Eingängen. Das innere Tor hat einen Verteidigungsbalkon – die ‚masikula‘. Darunter ist eine Nische für eine Ikone der Gottesmutter als Beschützerin der Stadt. Neben dem Tor ist der quadratische Cstellan-Turm. Sein Name rührt daraus, dass im 18. Jh. der Festungskommandant hier seinen Sitz hatte.
Der Turm wurde bei der Bombardierung Belgrads 1915 schwer beschädigt. 1938 partiell aufgebaut stammt die Zinnenwehr von einer Renovierung Ende der Siebziger. Der Castellan-Turm beherbergt heute das astronomische Observatorium „Rudjer Boskovic“.

## Geschichte

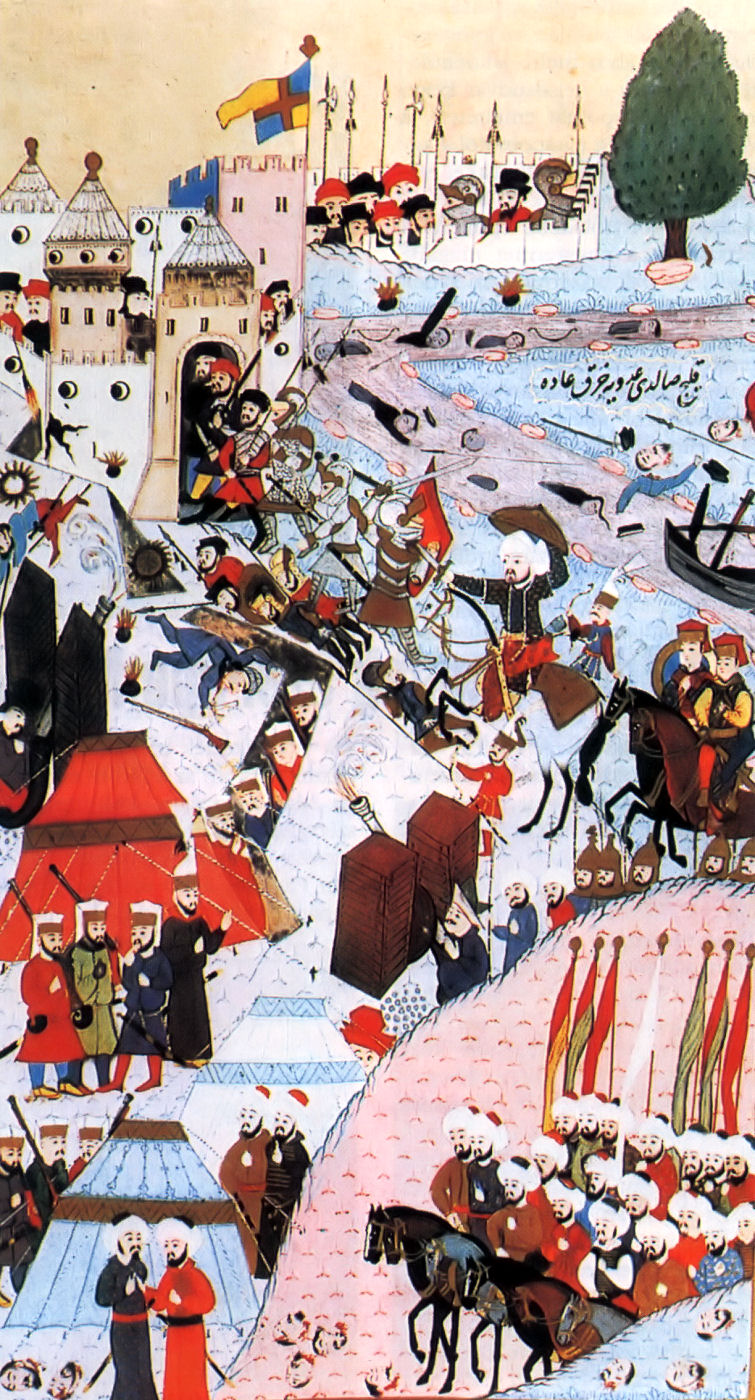
Die entscheidende Schlacht während der Belagerung von Belgrad 1456 wird auf der türkischen Miniatur dargestellt. Links oben ziehen sich die Ungarn durch das Tor des Despoten in die Oberstadt zurück, die vom Donjon Nebojša Kula bewacht wird.

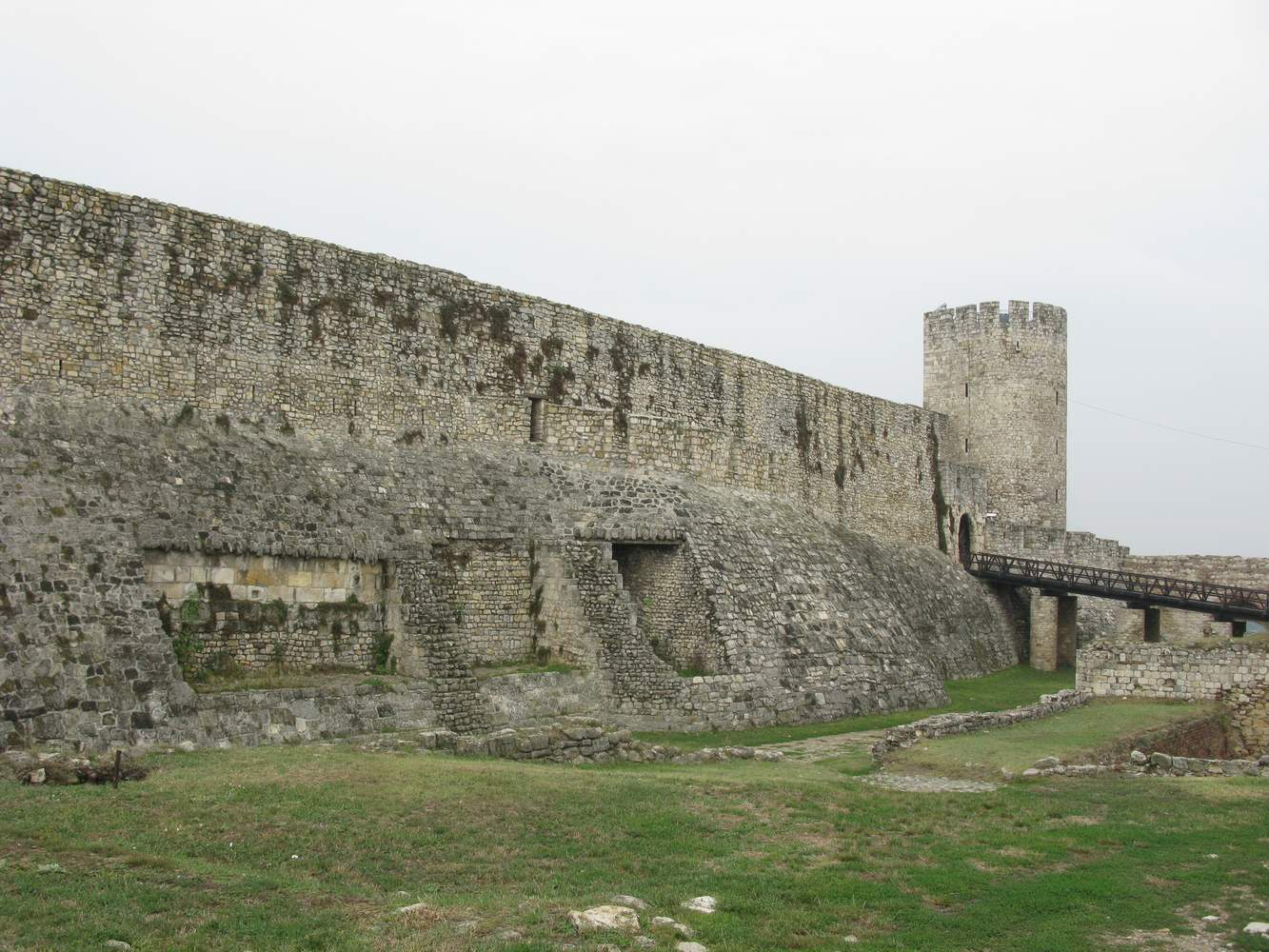
Nordostseite der Oberstadt mit dem Castellan-Turm und dem Tor des Despoten von 1403 bis 1427. Römische Mauerreste sind in den unteren Mauerteilen des Walles sichtbar.

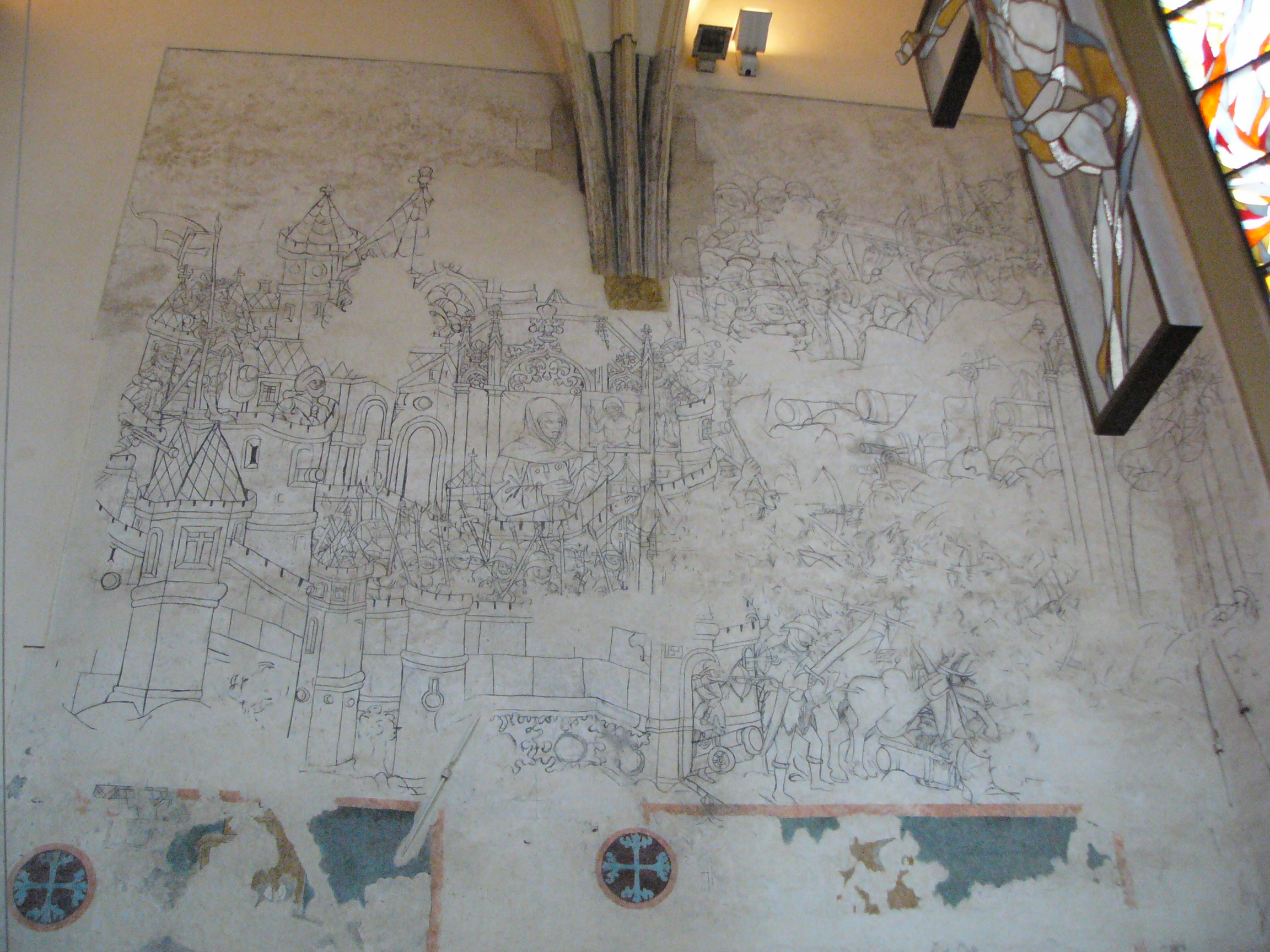
Das gotische Fresko der Belagerung von Belgrad in der Muttergottes-Kirche in Olomouc (Tschechische Republik) von 1468 ist wahrscheinlich die älteste Beschreibung der Schlacht. Auf der linken Seite sieht man die Ungarn am Tor des Despoten den Türken entgegentreten.

Das Tor des Despoten wird als Haupttor der Oberstadt der Festung von Belgrad auf antiken Mauerresten errichtet. Es wird durch einen Graben sowie eine Doppelmauer stark befestigt und verfügt über eine Hängebrücke.
Als der türkische Sultan Mehmet II. 1456 die Stadt belagert, entbrennt am Tor des Despoten die entscheidende Schlacht. Den Türken gelingt es durch das Tor in die Oberstadt einzudringen, wo ein heftiger Kampf entbrennt. Den Ungarischen Verteidigern gelingt es die Türken zurückzudrängen.

## Bildliche Darstellungen der Belagerung von 1456 und der Schlacht am Tor des Despoten
Die Schlacht am Tor des Despoten ist einer türkischen Miniatur der Hünername, heute im Topkapi Museum in Istanbul dargestellt. Die Kirche der Muttergottes in Olmouc in der Tschechischen Republik zeigt ebenfalls die Schlacht am Despoten Tor.

## Weblink
- Tor des Despoten auf der offiziellen Webpräsentation der Festung von Belgrad (engl.)